# Одоевский, Никита Романович
Ники́та Рома́нович Одо́евский (ум. 1573) — князь, московский боярин, член воинской думы государя, воевода и опричник, сын боярина князя Романа Ивановича Одоевского. Представитель рода Одоевских, ветви князей Новосильских, Рюрикович в XX колене.
Имел двух сестёр: Евдокию Романовну — казнена по приказу Ивана Грозного и Анну — жена князя Бориса Ивановича Мезецкого.

## Биография
Впервые упомянут в связи с пожаром, который уничтожил его двор в Москве, в Новом городе, на Смоленской улице (24 августа 1564). В 1565 году был в числе воевод, оборонявших южнорусские границы от нападения крымского хана. В 1566 году назначен первым воеводой в Дедилов, а затем переведён в Михайлов. Подписался в числе дворян 1-й статьи о походе войной на Польшу (02 июля 1566). В 1567 году назначен первым воеводой в Почепе. В 1568 году стал первым воеводой на берегу реки Оки, где оборонял южные границы Русского царства от крымскотатарских набегов. В 1569 году назначен воеводой в Данков, в 1570 году — воевода в Одоеве. После получения вестей о нашествии крымского хана Девлет-Гирея переведён в Серпухов. Воевода в Данкове (1571). Почти все указанные походы совершал «из опричнины».
Участвовал в карательном походе опричного корпуса под командованием царя Ивана Васильевича Грозного на Новгород и был воеводой Сторожевого полка в походе на шведов. В 1571 году получил боярство. Подписался в чине боярина на поручной записи по князю Ивану Фёдоровичу Мстиславскому.
В 1572 года во время очередного нашествия крымского хана Девлет-Гирея вначале был оставлен царем вместе с князем Михаилом Ивановичем Воротынским в Москве, для защиты столицы от татар, а затем переведён на южнорусскую границу. Первый воевода полка правой руки, стоявшего в Тарусе, в русской армии под командованием боярина князя Михаила Ивановича Воротынского. 30 июля — 2 августа 1572 года русские полки разгромили в боях при Молодях 40-тысячную крымскотатарскую орду под предводительством хана Девлет-Гирея. Сопровождал государя в Новгород и был воеводой Сторожевого полка в походе на шведов (1572).
Осенью 1572 года назначен первым воеводой Большого полка и возглавил карательный поход в Казанский край, против восставших черемисов.
Весной 1573 года назначен первым воеводой полка правой руки в русской армии под командованием боярина князя Михаила Ивановича Воротынского, сосредоточенной для обороны южнорусских границ. Вскоре боярин Никита Романович был арестован, доставлен в Москву и казнён, по-видимому из-за близкого родства со старицким князем Владимиром Андреевичем, который был женат на его сестре Евдокии Одоевской.
Андрей Михайлович Курбский написал: Также и вышеназванного Никиту Одоевского приказал мучить различными пытками, и рубашку его нижнюю разорвали, и в перси и везде трогали, и он в тех муках скончался.
После казни князя Никиты Романовича Одоевского — Одоевское удельное княжество было окончательно ликвидировано и присоединено к царским владениям.

## Семья
Дети:
- Михаил Никитич Одоевский (ум. 1590)
- Иван Никитич Одоевский Большой (ум. 1616)
- Иван Никитич Одоевский Меньшой (ум 1629)
- Евдокия Никитична Одоевская — жена князя Ивана Михайловича Елецкого